# Bory Mall

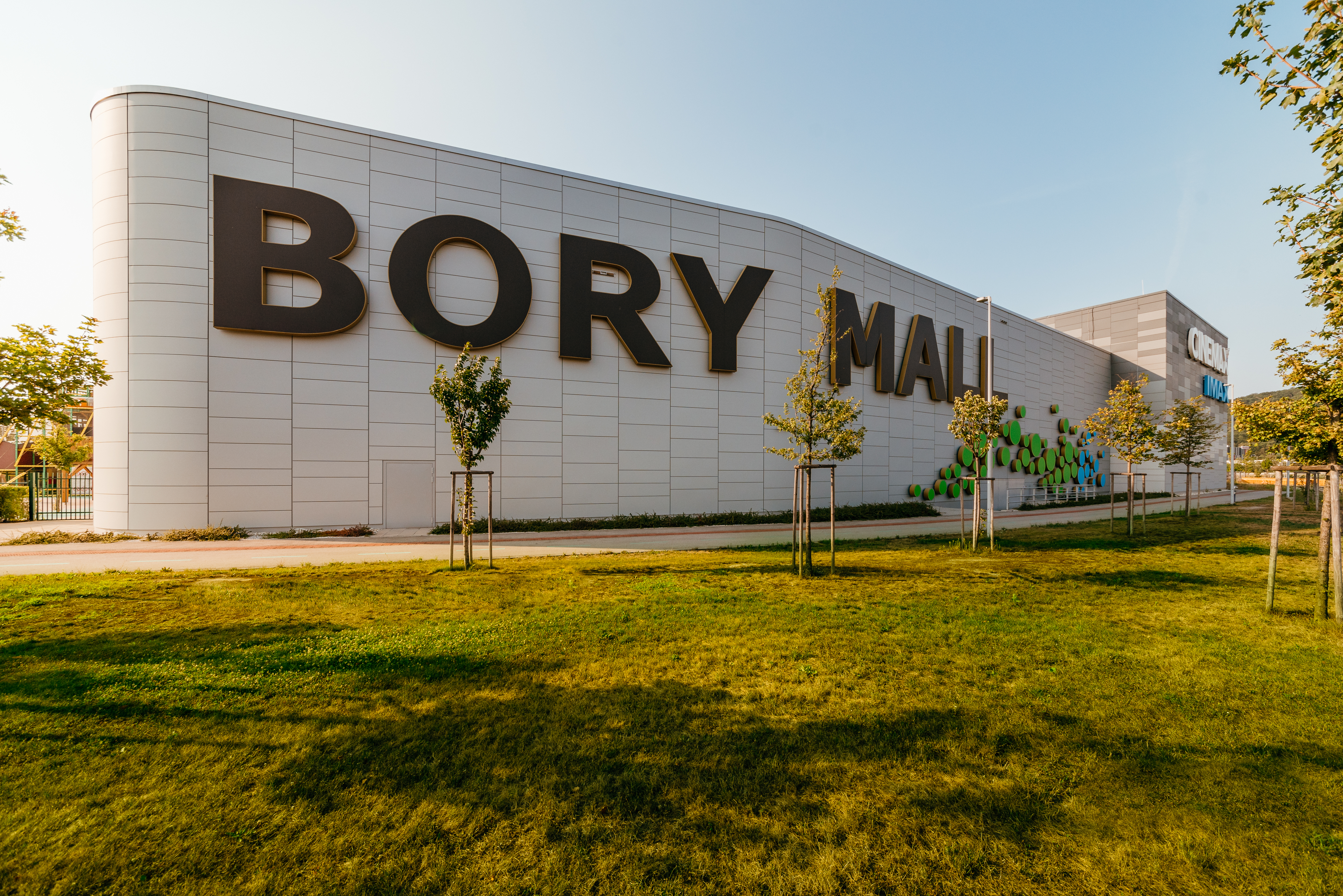
L'esterno del Bory Mall

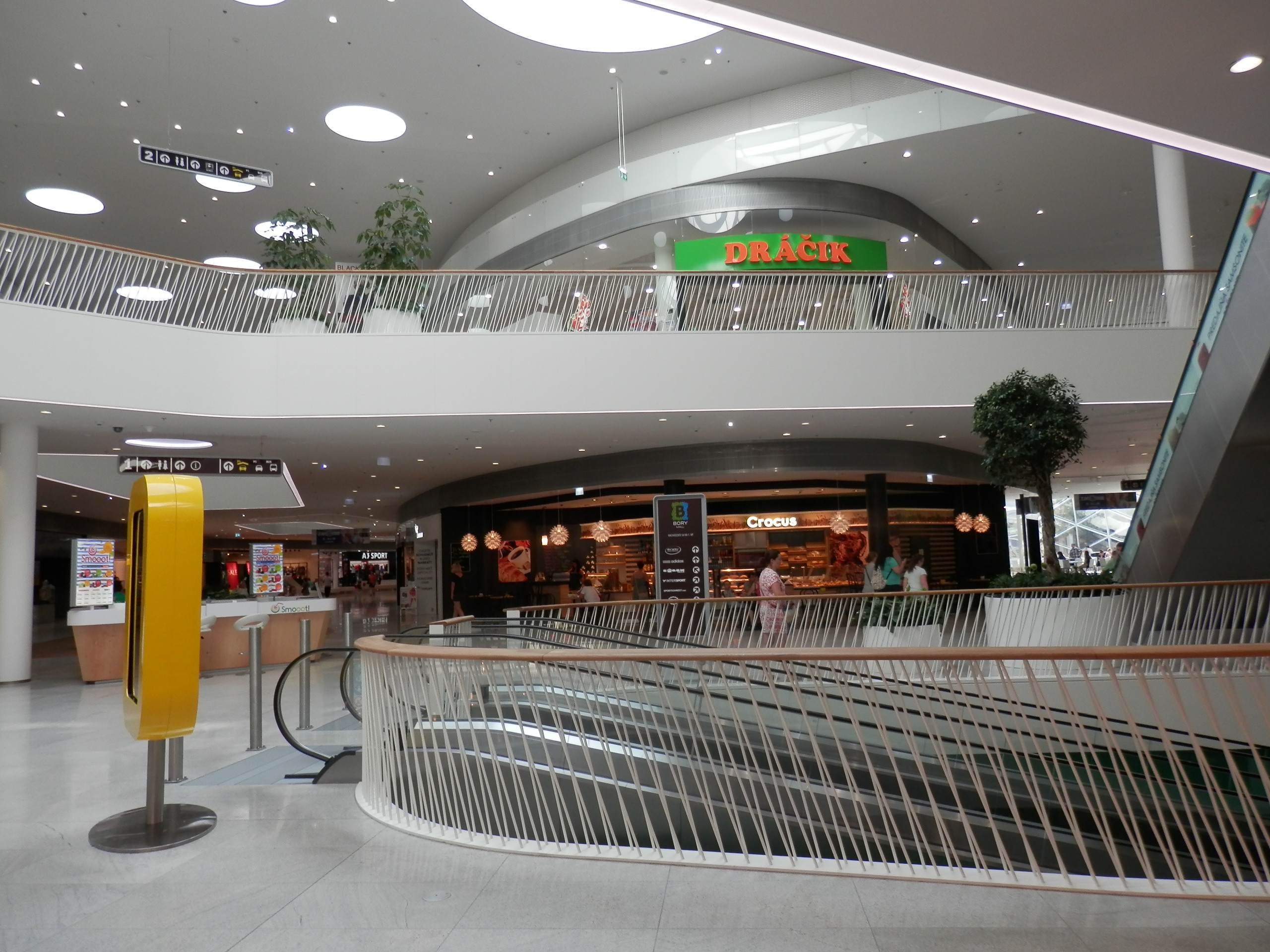
L'interno del Bory Mall

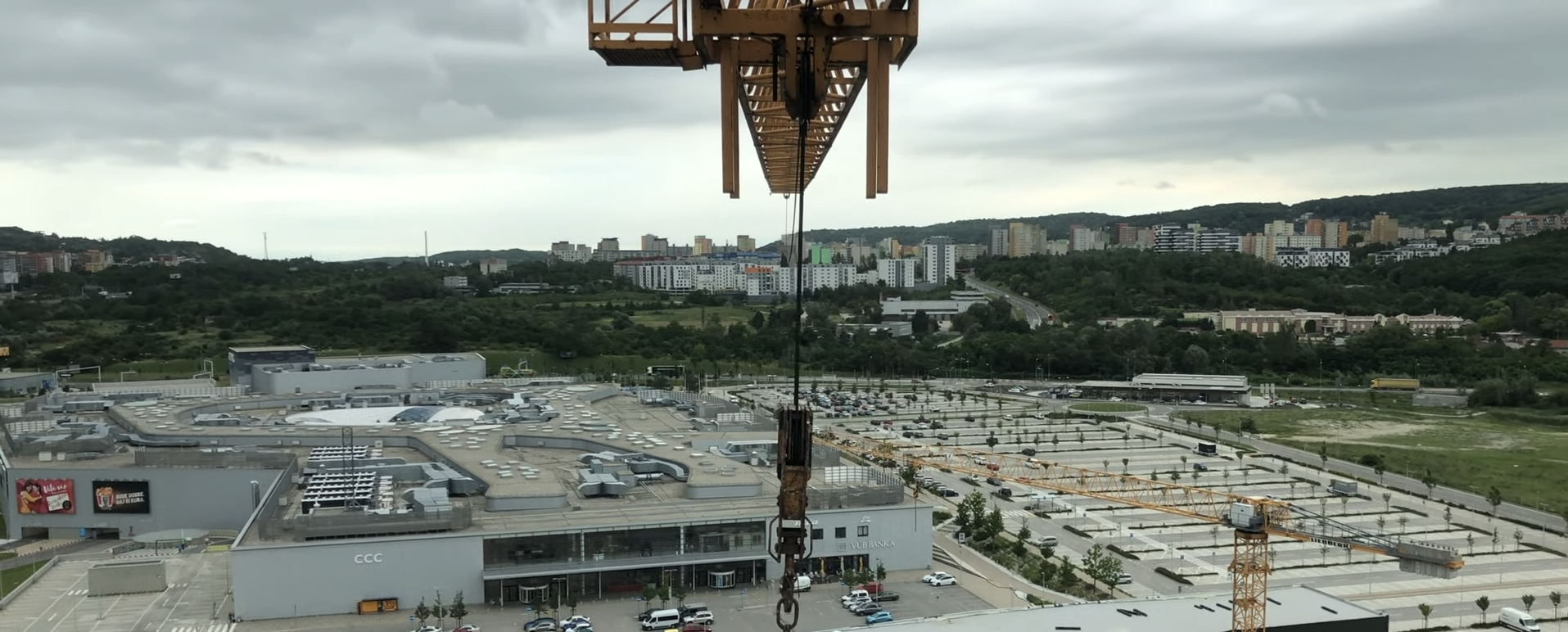
Vista da nord-ovest dalla gru del Bory Mall e dal parcheggio (2020)

Bory Mall è un centro commerciale e di intrattenimento nella parte occidentale di Bratislava, che fa parte del progetto e del territorio di Bory. Si trova in una zona di recente costruzione nella parte nord-occidentale di Bratislava e la sua attività è iniziata il 13º novembre 2014.
Con il suo concept focalizzato sulle famiglie, offre possibilità di shopping di qualità e occasioni per trascorrere il tempo libero.  Su 54.000 m² i visitatori trovano quasi 200 negozi, ristoranti, caffè e interessanti attrazioni per i bambini.  Ogni anno nel centro si svolgono numerosi eventi, rivolti principalmente alle famiglie con bambini.  Tra gli eventi più popolari figurano il Motosalón Bory, il Festival záhrad (Festival dei Giardini) e il Mallý trh, dove i visitatori possono acquistare prodotti freschi direttamente dai contadini. Grazie alle sue dimensioni, Bory Mall svolge il ruolo di centro commerciale sovraregionale. La posizione accanto all'autostrada D2 facilita l'accessibilità ai visitatori motorizzati, con oltre 2.400 posti auto disponibili nel parcheggio scoperto o sotterraneo.